# 驿城区
驿城区是中华人民共和国河南省驻马店市下辖的市辖区，总人口约76万人。区人民政府驻解放大道。

## 行政区划
目前下辖：
人民街道、东风街道、西园街道、新华街道、南海街道、老街街道、橡林街道、雪松街道、顺河街道、刘阁街道、香山街道、古城街道、水屯镇、沙河店镇、板桥镇、诸市镇、蚁蜂镇、老河乡、朱古洞乡、胡庙乡、关王庙乡、金河街道、金桥街道、金山街道和开源街道。

## 人口
根據第七次人口普查數據，截至2020年11月1日零時，驛城區常住人口為756859人。

## 交通
- 京广铁路：驻马店站

## 历史
驿城历史可追溯到明代天顺初年间（1457年），老街已经有人居住，沿借镇东古村名称苎麻，隶属于确山县隗保。成化10年（1474年），在此建庄，不久，设立驿站，谐原音改苎麻为驻马店（公元2000年撤市设区为今天的驿城区）。清光绪30年（1904年），平汉铁路正式通车，设驿城车站。远近商贾以火车站为中心，竞相购地置产，开店设铺，形成了一个较为繁华的驿城新市区。原驻马店商业锐减，日渐萧条，相对新市区而改称老街。
驿城区地理位置十分重要，向为兵家争夺之地。唐中和3年（883年），农民起义军领袖黄巢率兵15万取蔡州，曾在此战败唐将蔡州节度使秦宗权。元朝至正11年（1351年），刘福通率领义军在此大败蒙古军。崇祯14年（1641年），闖王李自成与明总兵左良玉在驻马店一带鏖战，击溃明军，攻克汝宁。1926年（民国15年），军阀吴佩孚与陕军岳维峻在此激战。
建国前夕，驿城区只是一个消费性质的农村集镇。镇内仅有的一条用水泥方砖铺设的道路，时称“洋街”（今中山街）。全区工业仅有几家规模不大的卷烟厂和农具、木器、服装加工厂及一些手工业作坊，1949年工业总产值97.6万元。农业生产方式原始，亩产仅35公斤左右。
國共戰爭前不太發達，1949年社会商品零售总额为人民幣566.3万元，而後各项建设事业有了很大发展。2002年，全区完成国内生产总值49.5亿元。市区面积拓展到50平方公里。

1975年8月河南“75·8”水库溃坝洪水淹没范围

1975年8月8日，位于板桥镇（当时属于泌阳县）的板桥水库因特大暴雨导致溃坝，史称河南“75·8”水库溃坝，造成29个县市被淹，1100万亩农田受到毁灭性的灾害，1100万人受灾，24万人死亡，倒塌房屋596万间，冲走耕畜30.23万头，猪72万头，京广线被冲毁102公里。2005年该事件被美国《探索频道》评为世界历史上最重大的人为技术灾难第一名。